# حنان البهي
حنان البهي هي إعلامية، وكاتبة، وصحفية مصرية تخصصت في تقديم البرامج الاجتماعية، وبرامج الطهي، والكتابة فيما يتعلق بالقضايا الاجتماعية وبأنظمة التغذية السليمة، كما اشتهرت بتقديم برنامج ست الحسن على قناة أون الفضائية المصرية.

## مسيرتها المهنية
تخرّجت حنان البهي من قسم اللغة الإنجليزية بكلية الآداب في جامعة المنصورة، وعملت عقب تخرجها في مجال التدريس للأطفال، وحصلت علي دبلومة في أثر البيئة المحيطة علي نشاط الطفل، ثم عملت مع عدد من الشركات قبل أن تتجه إلى التليفزيون لتقدم برنامجها الأول بعنوان «إزاي ناكل صح» على قناة النيل المصرية للأسرة والطفل، تلاه تقديمها لبرنامج «فيها حاجة حلوة» على قناة التحرير، إلى جانب عملها الصحفي بعدد من المجلات منها مجلة 7 أيام.

## كتاباتها ومؤلفاتها
كتبت حنان البهي الكثير من المقالات في عدد من الصحف والمجلات قكان لها عمود ثابت بمجلة نصف الدنيا، كما نشرت لها العديد من المؤلفات منها:
- أنا والشغالات: صدر عام 2013 عن دار اطلس للنشر.[3][4]
- العباية (رواية): صدرت عام 2020 عن الدار المصرية اللبنانية للطبع والنشر والتوزيع.[5]
- نص حالة خاصة: صدرت عام 2020 عن دار كتبنا للطبع والنشر والتوزيع.[6][6][7]